# 山内ジョージ
山内 ジョージ（やまうち じょーじ、1940年11月24日 -  2025年2月27日）は、日本の漫画家、文字絵作家。日本児童出版美術家連盟会員、東アジア文化支援プロジェクト事務局長。山内 譲二名義による作品もある。本名は山内 紀之（やまうち のりゆき）。

## 略歴
満洲国関東州大連市で、関東局勤務の警察官の家庭に生まれる。1945年、日本の第二次世界大戦敗戦に伴い収容所生活を送った後、1947年に日本へ引き揚げ、父の郷里の宮城県登米市で育つ。小学校5年生の時、手塚治虫と文通。中学校2年生の時、小野寺章太郎（石ノ森章太郎）と知り合う。宮城県佐沼高等学校卒業。
上京後、1960年9月から1962年3月までトキワ荘に住み、石森章太郎や赤塚不二夫のアシスタントを経て独立。漫画家としてはトキワ荘最後の住人とされる。
動物文字絵、絵本、広告、デザインの分野で活動。フジテレビ系『ひらけ!ポンキッキ』では動物文字アニメの制作を担当。また、高井研一郎との合作ペンネームである太宰勉名義による作品もある。
2025年2月27日、S状結腸がんのため東京都内の自宅で死去。84歳没。

## 著書
- 絵カナ? 字カナ?（偕成社）
- どうぶつは、あいうえお（PHP研究所）
- 動物 どうぶつ ABC（ほるぷ出版）
- 漢字絵本（学習研究社）
- 猫のための漢字絵本（愛育社）
- ニャン故知新 猫のための四字猫語（愛育社）
- トキワ荘最後の住人の記録: 若きマンガ家たちの青春物語（東京書籍）
- くもんのまんがおもしろ大辞典　ことわざ１、２、３　（くもん出版）

## 受賞歴
- 2002年、文化庁メディア芸術祭特別賞
- 2004年、文化庁メディア芸術祭奨励賞